# Јеврем Поповић
Јеврем Поповић (Ужице, 12. новембар 1914 — Мељине, код Херцег Новог, 15. март 1997) био је учесник Народноослободилачке борбе, генерал-потпуковник ЈНА, друштвено-политички радник Социјалистичке Републике Србије и народни херој Југославије.

## Биографија
Рођен је 12. новембра 1914. у Ужицу. Године 1916. је остао без родитеља, па је бригу о њему и његовом старијем брату, преузело сиротиште за ратну сирочад у Ужицу и Београду. Када је одрастао изучио је столарски занат. 
Као млади радник, укључио се у раднички покрет, и постао његов активан борац. Сазнања о радничком покрету и тада илегалној Комунистичкој партији Југославије (КПЈ) добијао је од свог старијег брата Пере Поповића Аге (1905—1930), једног од седморице секретара СКОЈ-а. У чланство Комунистичке партије Југославије примљен је 1939. године. Учествовао је у свим акцијама радничког покрета и комунистичке партије, које је организовао Окружни комитет КПЈ за Ужице, чији је био члан. Због револуционарног рада два пута је био хапшен — 1939. и 1940. године.
Године 1941. био је један од организатора устанка у ужичком крају. Поред тога што је био члан Окружног комитета КПЈ за Ужички округ, биле су му поверене и одговорне дужности у војним и политичким органима и организацијама Народноослободилачког покрета. Када је јула 1941. године, формиран Ужички партизански одред „Димитрије Туцовић“, постављен је за заменика команданта Одреда, Душана Јерковића Уче.
После Прве непријатељске офанзиве, пада Ужичке републике и повлачења главнине партизанских снага из Србије, крајем 1941, прелази у Санџак, затим у Босну, где 1. марта 1942. ступа у Другу пролетерску ударну бригаду. У бригади је, због своје храбрости и истицања у борби, напредовао од обичног борца, преко бомбаша и пушкомитраљесца, до политичког комесара батаљона. Посебно се истако у борбама Друге пролетерске бригаде: током лета 1942 — на Дурмитору, 3. јуна 1942, на Гату 8. јуна 1942; у походу пролетерских бригада у западну Босну — на прузи Сарајево-Мостар, у борбама на Купресу, за Ливно, у Цетинској крајини; у биткама на Неретви и Сутјесци — у противудару код Горњег Вакуфа (3-5. марта 1943), код Калиновика, на Дрини, код Челебића и на Вучеву (маја 1943), у долини Сутјеске и на Зеленгори (јуна 1943). Неколико пута је био рањаван, али се увек врло брзо враћао у борбени строј. У пролеће 1944. године био је тешко рањен и пребачен на лечење у Италију.
Августа 1944. пребацио се авионом у Србију, где му је поверена дужност политичког комесара 13. српске бригаде 24. српске дивизије. На овој дужности остао је неколико месеци, и у јесен исте године, постао је политички комесар 47. српске дивизије.
После ослобођења Југославије, демобилисан је из Југословенске армије и свој рад је насатвио као руководилац у привреди. На лични захтев је реактивиран и враћен у Југословенску армију, где је обављао дужносту — инструктора у Политичкој управи ЈА, до 1948; помоћника руководиоца Контролне комисије Опуномоћства ЦК КПЈ у Југословенској армији, од 1948. до 1950; генералног директора Индустрије бродских машина у Ријеци, од 1950. до 1952; помоћника команданта Граничних јединица ЈНА за морално-политичко васпитање, од 1954. до 1965. године. Године 1965. поново је демобилисан у чину генерал-потпуковника. Потом се бавио друштвено-политичким радом — био је председник Градског одбора СУБНОР-а Београда, од 1965. до 1967, председник Градског одбора Удружења резервних официра Београда и члан Савета Социјалситичке Републике Србије. 
Завршио је Вишу партијску школу „Ђуро Ђаковић” и Вишу војну академију ЈНА. 
Умро је 15. марта 1997. у Мељинама, код Херцег Новог и сахрањен је у Алеји народних хероја на Новом гробљу у Београду.
Носилац је Партизанске споменице 1941. и других југословенских одликовања. Орденом народног хероја одликован је 6. јула 1953. године.